# باتوروو
باتوروو (به لاتین: Baturovo) یک منطقهٔ مسکونی در روسیه است که در سرزمین آلتای واقع شده‌است.